# Nyborg
Nyborg è una città nella Danimarca centrale, situata nel comune di Nyborg sull'isola di Fionia e presenta una popolazione di 17.268 abitanti (2020). È l'insediamento più orientale della Fionia.
Su strada, si trova 34 km ad Est di Odense, 35 km a Nord di Svendborg e 21 km a Sud di Kerteminde. Si collega anche a Korsør tramite il Great Belt Bridge. Nyborg è la sede del comune di Nyborg e fino al 1793 è stata anche la sede della Contea di Nyborg.
La città fu fondata nel 1200, edificata intorno al Castello di Nyborg, il quale occupa un posto centrale a Nyborg geograficamente, storicamente e culturalmente.

## Etimologia
Nyborg è stata menzionata per la prima volta nel 1193 con il nome di "Nyburg", cioè "castello nuovo" in Danese.

## Storia
Prima che Nyborg venisse fondata, nell'area esisteva una fortificazione sotto la denominazione di Gammelborg. Fu costruita nel 500 e usata durante tutta l'epoca Vichinga fino a quando non fondarono Nyborg.
Nyborg è stata menzionata per la prima volta nella storia della Danimarca nel 1193 con il nome di Castello di Nyborg, il quale ancora oggi esiste, ma la città non viene menzionata prima del 1202. Dalla sua fondazione fino al 1413, il Castello di Nyborg fu usato da molti re come sede del Danehof e di altre riunioni ufficiali. La prima costituzione della Danimarca fu scritta sul castello di Nyborg da Eric V nel 1282. Essendo la sede di queste importanti riunioni, Nyborg godeva di una serie numerosa di privilegi unici e speciali concessi dal re. Il primo è stato concesso al re Valdemar II, che ha concesso alla città lo status di città mercato (danese:Købstad) poco dopo la fondazione della città. I contadini di centinaia di paesi limitrofi si dovevano recare a Nyborg per vendere le loro merci, aumentando così l'economia ed anche il traffico della città. Nel 1446, furono aggiunti altri privilegi, come la messa al bando dei porti tra le città mercato sulla parte orientale di Funen. A Nyborg fu anche concesso di ospitare un mercato annuale e agli artigiani di Vindinge Hundred fu chiesto di trasferirsi nelle città mercato, dando così una spinta ulteriore alla popolazione e all'economia di Nyborg. Con la regolare visita da parte del re, per via della collocazione centrale di Nyborg e per il fatto che fosse la sede del Danehof, Nyborg ottenne nel corso degli anni ulteriori benefici.
Nel 1525 Frederick I proclamò Nyborg residenza reale e fino al 1560 svolse la funzione di capitale della Danimarca. In quel periodo Christian III estese il castello di Nyborg e la città. Gran parte del castello fu ricostruito e di fronte al castello fu costruito un campo di gara.
La città fu conquistata dalle truppe svedesi durante la guerra dano-svedese, dopo la battaglia di Nyborg. Le truppe svedesi inviarono tutti gli oggetti di valore in Svezia e rovinarono gran parte del castello. A seguito di ciò, il re non era più interessato a vivere nel castello, che fu consegnato ai militari. Nyborg fu utilizzato come presidio, con il castello usato per scopi militari.
Dopo guerre, diversi incendi e piaghe del bestiame il 1700 fu un periodo buio per la storia di Nybor, con la popolazione che diventava ogni giorno più povera. Ci fu una svolta intorno al 1800 quando Nyborg diventò un importante collegamento attraverso il Great Belt, con i traghetti a vapore che iniziarono a navigare tra Nyborg e Korsør in 1828. Ogni anno si tenevano anche diversi grandi mercati e il commercio e l'economia della città ricominciarono a crescere
Durante seconda guerra mondiale, la guarnigione di Nyborg esisteva ancora. Alla Danimarca fu permesso di mantenere il proprioesercito dopo l'occupazione nazista. Nyborg Vandrehjem e  Hotel Nyborg Strand ospitavano soldati danesi.Il 29 Agosto 1943 fu effettuata l'operazione Safari, con l'intenzione di disarmare l'esercito danese. Ci furono battaglie tra soldati danesi e tedeschi sia sul Vandrehjem che all'Hotel Nyborg Strand. Due soldati danesi sono stati uccisi all'Hotel Nyborg Strand: Cornetterei KB Madsen e il capitano CL Wesenberg. Il capitano fu ucciso da un soldato tedesco, il quale rimase ucciso accidentalmente in seguito allo scoppio della granata. Quel soldato fu probabilmente l'unica vittima tedesca della battaglia. Ci fu una sola vittima danese durante la battaglia di Nyborg Vandrehjem: recluta Ivan Jacobsen.
Nel 1977 le città mercantili furono sciolte e Nyborg perse il titolo. Fu fondata la municipalità di Nyborg, con Nyborg come sede del nuovo comune. Era formato dalla città e dalla parrocchia di Nyborg, nonché dai due comuni parrocchiali di Avnslev-Bovense e Vindinge. Nella riforma municipale del 2007, i tre comuni di Nyborg, Ørbæk e Ullerslev sono stati fusi per formare l'attuale Comune di Nyborg.